# Pont Cadran Solaire
Le pont Cadran Solaire (en anglais : Sundial Bridge) est un pont à haubans qui enjambe le fleuve Sacramento à Redding en Californie.
Il a été conçu par l'ingénieur et architecte espagnol Santiago Calatrava et a été terminé en 2004 pour un coût de 23 000 000 $.

Il relie les deux sections du parc d'exploration de Turtle Bay.

Son tablier est recouvert d'une structure en verre translucide.

Sa conception est semblable à un autre pont de Santiago Calatrava : le pont de l'Alamillo de Séville, en Espagne, datant de 1992.
Ce pont piétonnier comporte un mât simple de 66 m pouvant servir de style pour un cadran solaire, qui peut être lu dans un jardin au nord du pont. Mais, de ce point de vue, le mât est trop redressé : 49° par rapport à l'horizontale au lieu des 40,6° correspondant à la latitude de Redding. L'ombre projetée par le mât n'est précise qu'un seul jour par an : le solstice d'été.